# بخش میگسویل، شهرستان مورگان، اوهایو
بخش میگسویل (به انگلیسی: Meigsville Township) یک منطقهٔ مسکونی در ایالات متحده آمریکا است که در شهرستان مورگان، اوهایو واقع شده‌است.
 بخش میگسویل ۸۱٫۲ کیلومتر مربع مساحت و ۸۹۴ نفر جمعیت دارد و ۲۳۶ متر بالاتر از سطح دریا واقع شده‌است.